# Karl von Wogau
Karl von Wogau, né le 18 juillet 1941 à Fribourg (Allemagne) est un homme politique allemand, membre de l'Union chrétienne-démocrate d'Allemagne (CDU). Il est député au Parlement européen de 1979 à 2009, membre du groupe du Parti populaire européen.

## Biographie
Karl von Wogau a suivi des études de droit et d'économie à l'université de Freiburg, puis à Munich et à Bonn. Il est titulaire d'un doctorat en droit sur l'histoire constitutionnelle de l'Autriche antérieure.
Entre 1971 et 1984, il travaille pour la firme pharmaceutique Sandoz.
Il est élu député au Parlement européen en 1979 lors de la première élection de celui-ci au suffrage universel direct. Il est membre du parti chrétien-démocrate allemand (CDU) et du Parti populaire européen. Il est ensuite constamment réélu jusqu'en 2009, date à laquelle il choisit de ne pas se représenter.
« Tourner la page après trente ans, effectivement, ce n’est pas simple. Ces années ont été intéressantes. En fait, quand je suis venu, je pensais faire un seul mandat, de cinq ans, puis passer à autre chose ensuite. Mais, au bout de cinq ans, j’ai trouvé le Parlement plus passionnant que de m’occuper de pilules. Et j’ai continué... »
— Interview à Bruxelles2 - L'Europe de la Défense, 20 février 2009.
Il quitte ses fonctions de député en juillet 2009 et crée une Fondation pour la sécurité européenne, qui a pour but de réfléchir aux enjeux de la défense européenne, notamment à travers la préparation d'un livre blanc.

## Activités parlementaires

### Affaires économiques et monétaires
Entre 1994 et 1999, il préside la commission des Affaires économiques et monétaires du Parlement européen (ECON).
Le 2 mai 1998, il est rapporteur du Parlement européen dont il présente les travaux au Conseil des ministres qui s'est réuni en session extraordinaire pour arrêter la liste des États membres qui pourront adopter l'euro dès 1999.

### Sécurité et Défense
Entre 2004 et 2009, il préside la sous-commission Sécurité et Défense (SEDE) du Parlement européen, qui a été créée en réponse au développement rapide de la politique de défense européenne. Il travaille en étroite collaboration avec les représentants du Conseil, et avec le Haut Représentant pour la politique étrangère et de sécurité commune Javier Solana pour discuter des missions civiles et militaires menées par l'Union européenne. Il assure la liaison avec les autres membres du Parlement européen, et se rend également à plusieurs reprises par les pays concernés par les missions de l'Union.
En novembre 2005, il se prononce en faveur de la transmission immédiate du dossier nucléaire de l'Iran devant le Conseil de sécurité des Nations unies, afin de faire cesser les activités d'enrichissement d'uranium menées en secret par le gouvernement iranien et qui pourraient être utilisées à des fins militaires. À l'occasion d'une conférence organisée le 9 novembre par le Parlement européen, il déclare : « C'est non seulement de l'intérêt de l'Occident, mais aussi du peuple iranien que de faire stopper les activités nucléaires de l'Iran. » Ces demandes font suite à une déclaration du président iranien Mahmoud Ahmadinejad affirmant que « l'État d'Israël devrait être rayé de la carte », que le Parlement européen a condamné dans une résolution du 17 novembre 2006. Pour Karl von Wogau, ce discours « montre clairement les dangers que représente ce régime ».
Le 25 janvier 2006, Karl von Wogau est nommé rapporteur pour le Parlement européen d'un rapport sur la mise en œuvre de la stratégie européenne de sécurité dans le contexte de la PESD. Ce rapport préconise le développement de la politique de défense européenne afin de faire de l'Union européenne une puissance militaire autonome capable de faire face aux nouvelles menaces que constituent le terrorisme, la prolifération des armes de destruction massive ou le crime organisé, mais aussi de gérer des enjeux tels que la sécurité des approvisionnements énergétiques de l'Europe et la sécurisation de ses frontières externes. Le rapport von Wogau est adopté par le Parlement le 18 octobre 2006.
En février 2008, Karl von Wogau est à la tête de la délégation parlementaire qui se rend au Kosovo pour rencontrer les responsables de la force armée des Nations unies Kfor, de la future mission civile de l'Union européenne Eulex-État de droit et les autorités locales. Il déclare que le principal problème du Kosovo est l'absence de perspectives socio-économiques : le chômage atteint 50 % à 80 % ; les écoles manquent d'enseignants alors que la moitié de la population a moins de vingt ans ; les infrastructures sont généralement insuffisantes, en particulier l'approvisionnement en électricité qui est régulièrement interrompu. Karl von Wogau précise que l'objectif de la mission Eulex n'est pas de se substituer aux autorités locales, mais de les consolider et de les soutenir dans leur action en assurant la sécurité de la région, notamment en luttant contre le crime organisé.
En juillet 2008, Karl von Wogau est l'auteur d'une résolution qui affirme l'importance de l'utilisation des satellites pour la sécurité européenne, et préconise l'utilisation du futur système de positionnement par satellites européen Galileo à des fins militaires. Cette résolution est adoptée par le Parlement européen en séance plénière par 483 voix pour, 99 contre et 20 abstentions, le 10 juillet 2008.
Karl von Wogau est l'auteur d'un rapport d'initiative parlementaire sur la Défense qui est adopté par le Parlement européen en session plénière le 19 février 2009. Il préconise de renforcer la coordination des forces armées des États membres et de donner à ce processus le nom de SAFE, pour Synchronized Armed Forces Europe. Une meilleure coopération permettrait ainsi d'assurer l'autonomie stratégie de l'Union européenne. Il réaffirme également la conviction de l'Union européenne dans les principes du multilatéralisme, et sa volonté de participer activement à la sécurité internationale notamment au sein de l'Organisation des Nations unies, qui doit être réformée pour prendre en compte davantage la protection des citoyens et les droits humains.
En juin 2009, Karl von Wogau se rend en Palestine où il rencontre le chef d'État-major du président de l'Autorité palestinienne Mahmoud Abbas, Rafiq Husseini. Il réaffirme la volonté de l'Union européenne de parvenir à un accord de paix avec Israël et exprime ses inquiétudes devant la stagnation du processus de négociation.